# Качорув (Лодзинське воєводство)
Качорув (пол. Kaczorów) — село в Польщі, у гміні Новий Кавенчин Скерневицького повіту Лодзинського воєводства.
Населення — 108 осіб (2011).
У 1975-1998 роках село належало до Скерневицького воєводства.

## Демографія
Демографічна структура станом на 31 березня 2011 року:
|          | Загалом | Допрацездатний вік | Працездатний вік | Постпрацездатний вік |
| -------- | ------- | ------------------ | ---------------- | -------------------- |
| Чоловіки | 51      | 11                 | 39               | 1                    |
| Жінки    | 57      | 7                  | 37               | 13                   |
| Разом    | 108     | 18                 | 76               | 14                   |